# Szczekociny
Szczekociny (anhörenⓘ) ist eine Stadt und Sitz der Stadt-und-Land-Gemeinde Szczekociny in der polnischen Woiwodschaft Schlesien im Powiat Zawierciański an der Pilica mit etwa 3900 Einwohnern.

## Geschichte

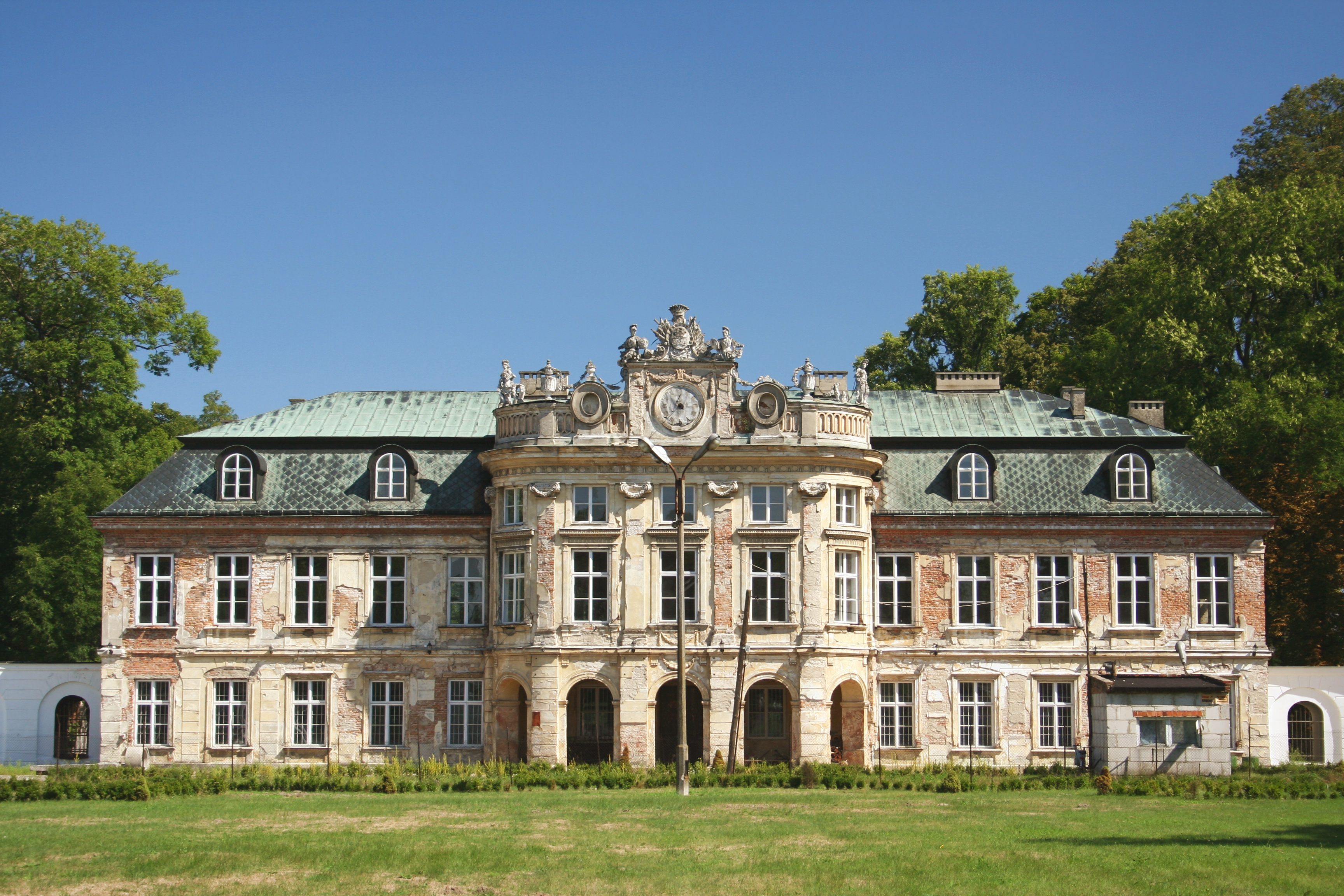
Palast in Szczekociny

Die erste urkundliche Erwähnung des Ortes Schecocino stammt aus dem Jahr 1307. Die Pfarrei Secocin wurde im Peterspfennigregister des Jahres 1326 im Dekanat Irządze (Idzrandza) des Bistums Krakau aufgelistet. Der besitzanzeigende Ortsname, früher auch Szczekocino, Szczekocin, Szczekocice, ist vom Personennamen Szczekota abgeleitet. Das Stadtrecht erhielt der Ort in der ersten Hälfte des 15. Jahrhunderts.
Politisch gehörte der Ort zum Königreich Polen (ab 1569 in der Adelsrepublik Polen-Litauen), Woiwodschaft Krakau, Kreis Lelów. In der Zeit der Reformation war die Pfarrkirche in kalvinistischen Händen.
Am 6. Juni 1794 ereignete sich in der Nähe eine gleichnamige Schlacht während des Kościuszko-Aufstands.
Im Jahr 1795 wurde die Stadt durch die neue preussisch-österreichische Grenze geteilt: der Teil der Stadt mit dem Marktplatz am linken Ufer der Pilica kam zum preußischen Neuschlesien, der kleinere Teil am rechten Ufer kam zu Westgalizien. Zwischen 1807 und 1815 gehörte Szczekociny zum Herzogtum Warschau und anschließend zum russisch beherrschten Kongresspolen. Ab dem Jahr 1867 bis zum Jahr 1975 gehörte der Ort zum kleinpolnischen Powiat Włoszczowski.
1870 verlor der Ort, so wie viele polnische Kleinstädte, das Stadtrecht, erhielt es aber im Jahre 1923 wieder. 1975 kam die Kleinstadt an die Woiwodschaft Częstochowa. Mit der Verwaltungsreform von 1999 kam der Ort zur Woiwodschaft Schlesien, obwohl Szczekociny in der Geschichte zuvor niemals zu Schlesien gehörte und dessen Geschichte nicht teilt.
Am 3. März 2012 ereignete sich hier ein schwerer Eisenbahnunfall, bei dem 16 Personen getötet und 59 verletzt wurden.

### Juden
1937 lebten 3018 Juden in Szczekociny und stellten damit mehr als die Hälfte der Ortsbevölkerung. 1500 wurden 1942 in das Vernichtungslager Treblinka deportiert.  Nur 10 Prozent der jüdischen Bevölkerung überlebten den Holocaust. Leon Zelman (1928–2007) überlebte und berichtet in seiner Biografie „Ein Leben nach dem Überleben“ (Verlag Kremayr & Scheria Wien, 1995) u. a. auch über seine Kindheit im Stetl von Szczekociny.
Zwischen den heutigen Bürgern von Szczekociny und Juden aus Israel und anderen Ländern hat ein Austauschprogramm begonnen, das vor allem junge Menschen einbezieht.

## Verkehr
Die Stadt hatte früher die Halte Szczekociny und Starzyny an der Bahnstrecke Kozłów–Koniecpol.

## Gemeinde
Die Stadt-und-Land-Gemeinde Szczekociny besteht aus der Stadt Szczekociny und 18 Schulzenämtern mit etwa 8300 Einwohnern und einer Fläche von 136,09 km².
| - Bonowice - Bógdał - Brzostek - Chałupki - Drużykowa - Goleniowy - Grabiec | - Gustawów - Małachów - Ołudza - Przyłęk - Rędziny - Rokitno | - Siedliska - Starzyny - Szyszki - Tęgobórz - Wólka Ołudzka - Wólka Starzyńska |

Weitere Ortschaften der Gemeinde sind: Gajówka, Łąkietka, Podkaszczor und Podlipie.